# Yana Julio
Yana Julio, właśc. Rusyana (ur. 8 kwietnia 1960 w Bogorze) – indonezyjski piosenkarz.
Zainteresowanie muzyką wykazywał od najmłodszych lat. Jako nastolatek brał udział w lokalnych konkursach wokalnych, m.in. w programie Bintang Radio & TV Remaja czy też w Festiwalu Piosenki Popularnej w Bogorze i Dżakarcie. W 1988 r. zajął pierwsze miejsce na Festiwalu Piosenki Popularnej ASEAN w Kuala Lumpur.
Wchodzi w skład formacji wokalnej Elfa’s Singers. W latach 1989–2007 wydał osiem solowych albumów muzycznych.
Reprezentował Indonezję na różnych festiwalach, m.in. na North Sea Jazz Festival w Hadze oraz na festiwalu jazzowym w Tajlandii w 1997 r.
Kształcił się na uczelni Institut Pertanian Bogor.